# Prezydenci Wodzisławia Śląskiego
Prezydent Wodzisławia Śląskiego został wprowadzony po reformie administracyjnej z 1 czerwca 1975 r. Nadano określenie prezydent miasta, które jest używane do dziś ze względu na to, że miasto osiągnęło liczbę 100 tys. mieszkańców. Prezydent Miasta Wodzisław Śląski jest organem wykonawczym, wybieranym na 4‑letnią kadencję w wyborach bezpośrednich.

## Burmistrzowie Wodzisławia Śląskiego
- Karol Ferdynand Menzel (1809–1816)

### II Rzeczpospolita
- Jerzy Klockiewicz (1919–?)

### Polska Rzeczpospolita Ludowa
- Stefan Lorek (1945 — 27.09.1947)
- Józef Sławek (27.09.1947 — 15.10.1949)
- Karol Musioł (1904.08.19-1977)

## Prezydenci Wodzisławia Śląskiego

### Polska Rzeczpospolita Ludowa
- Eugeniusz Cholewik (lata 70. XX w.)
- Stanisław Robenek (lata 80. XX w.)

### III Rzeczpospolita
- Henryk Lewandowski (1990–1993)
- Lech Litwora (1993–1995)
- Adam Krzyżak (1995–1997)
- Ireneusz Serwotka (1997–2002)
- Adam Krzyżak (2002–2006)
- Mieczysław Kieca (2006 — nadal, 5 kadencji)